# 구도 고헤이
구도 고헤이(일본어: 工藤 浩平, 1984년 8월 28일 ~ )는 일본의 축구 선수이다. 현재 도치기 시티 FC에서 뛰고 있다.

## 구단 경력
그는 2003년부터 2020년까지 J리그의 제프 유나이티드 지바, 교토 상가 FC, 산프레체 히로시마, 마쓰모토 야마가 FC에서 활동하였다.

## 국가대표팀 경력
그는 2001년 FIFA U-17 세계 축구 선수권 대회에 참가할 일본 U-17 국가대표팀에 발탁되었으며, 3경기에 출전했다.